# Segòbriga
|  | «Segobriga» redirigeix aquí. Vegeu-ne altres significats a «Segobriga (edetans)». |

El parc arqueològic de Segòbriga és un important jaciment arqueològic romà al voltant del turó de Cabeza Griego a la localitat de Saelices (Província de Conca, Espanya). A Segòbriga hi ha una necròpoli celtibera (extramurs). Pel que fa a les restes de l'ocupació romana hi ha les muralles i la porta nord, l'Amfiteatre de Segòbriga, el teatre, el gimnàs i les termes del teatre, el fòrum, l'acròpoli, el santuari de Diana (extramurs), l'aqüeducte (extramurs), les pedreres (extramurs) i el circ (extramurs). Com a restes visigodes hi ha la basílica de Cabeza de Griego (extramurs)

## Toponímia

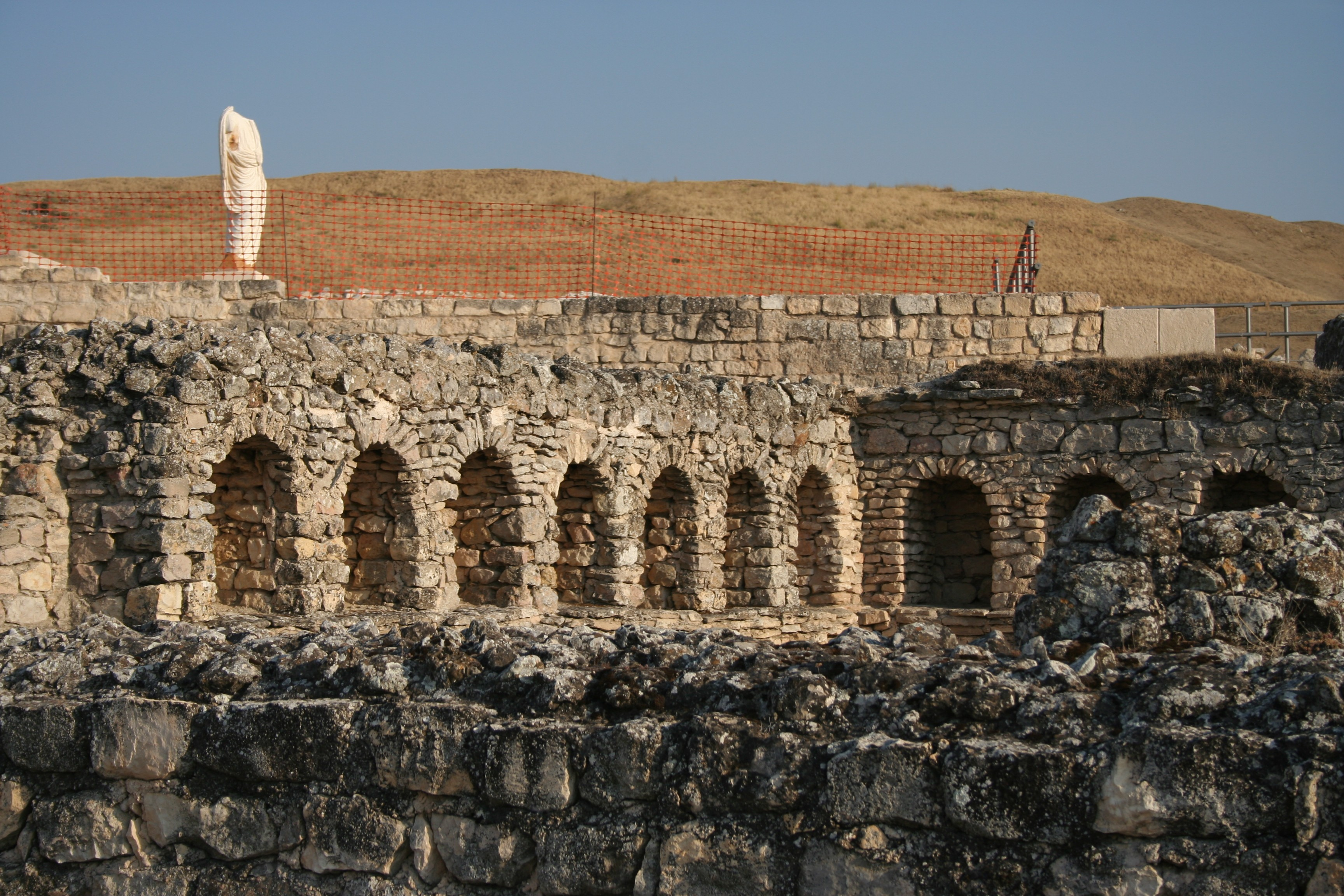
Termes romanes de Segòbriga.

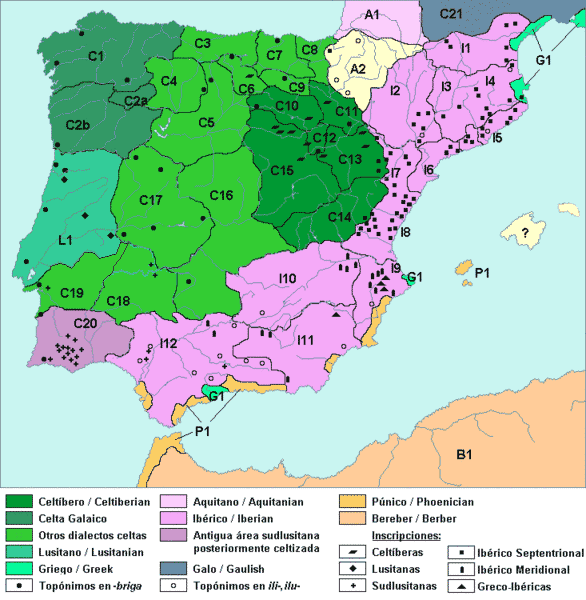
Llocs amb topònims en -briga.

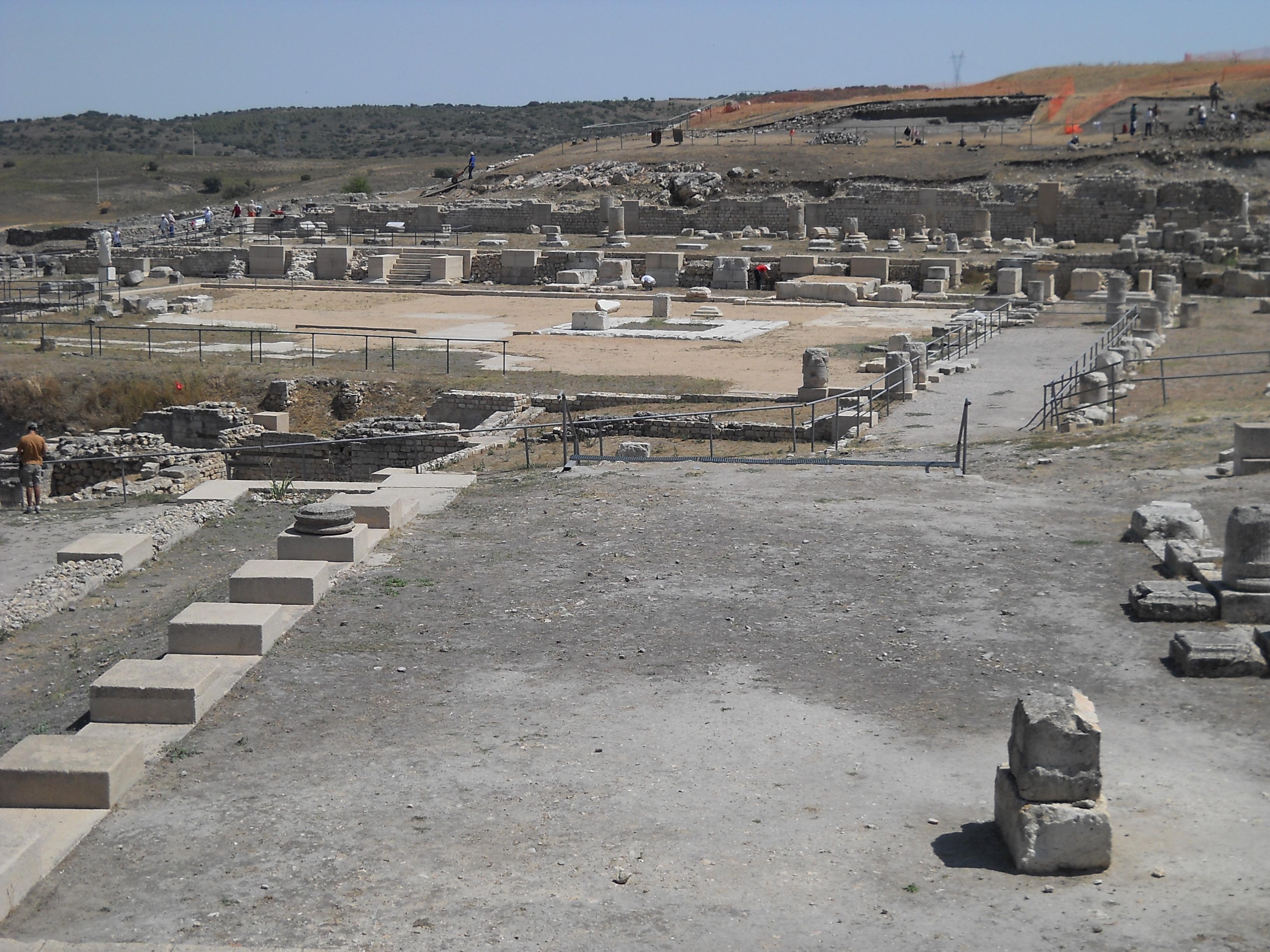
El fòrum de Segòbriga.

El nom de Segòbriga deriva de dos termes d'origen celtibèric, llengua de la branca celta indoeuropea. El topònim prové del terme Sego-, que significa victòria (prefix també present en el nom d'altres ciutats com Segòvia, Sogorb, Segeda i Segòntia), i del sufix -briga, que significa ciutat, fortalesa. Per això la seva traducció literal és ciutat de la victòria o ciutat victoriosa. El terme -briga és molt comú en els topònims de la regió celtíbera o d'expansió de les llengües celtes a la península Ibèrica.

## Història
L'any 1888 es trobà un sepulcre col·lectiu (mil·lenni II aC) de l'edat del bronze (assentament celtiber) a la Cova de Segòbriga, excavada en pedra caliça i que es troba prop del turó de Cabeza de Griego. Aquesta troballa fou publicada el 1893. Al lloc varen aparèixer-hi tant restes humanes com atuells quotidians.
Cal suposar que inicialment fou un castro celtiber que dominava la vall al nord de la ciutat, que queda defensat pel riu Cigüela, que faria de fossat. No n'han aparegut les restes, però un fragment de ceràmica àtica del segle v aC dona testimoniatge de llur ocupació des d'una data força antiga.
Les primeres notícies que es tenen de Segòbriga són del geògraf grec Estrabó, que en fa una referència molt breu i poc precisa. Només indica que a la regió celtibèrica, al voltant de Bílbilis i Segòbriga, varen combatre Metel i Sertori. Per tant, emmarca geogràficament la ciutat de Segòbriga, al bell mig de Celtibèria. Cal destacar que aquesta antiga zona òlcade fou arrasada durant la Guerra de Sertori i substituïda per la Segòbriga romana.
En el segle i Sext Juli Frontí, en la seva obra anomenada Strategemata, menciona en dues ocasions Segòbriga. Hi descriu l'atac realitzat pel lusità Viriat contra Segòbriga (146 aC) a causa de la seva aliança amb Roma durant la conquesta d'Hispània. En una d'aquestes mencions hi diu:
| « | Viriat disposant les seves tropes en una trampa, va enviar uns pocs a robar el bestiar dels habitants de Segòbriga, quan varen haver sortit en gran nombre per castigar-los, van començar a córrer els altres, fent veure que corrien... | » |

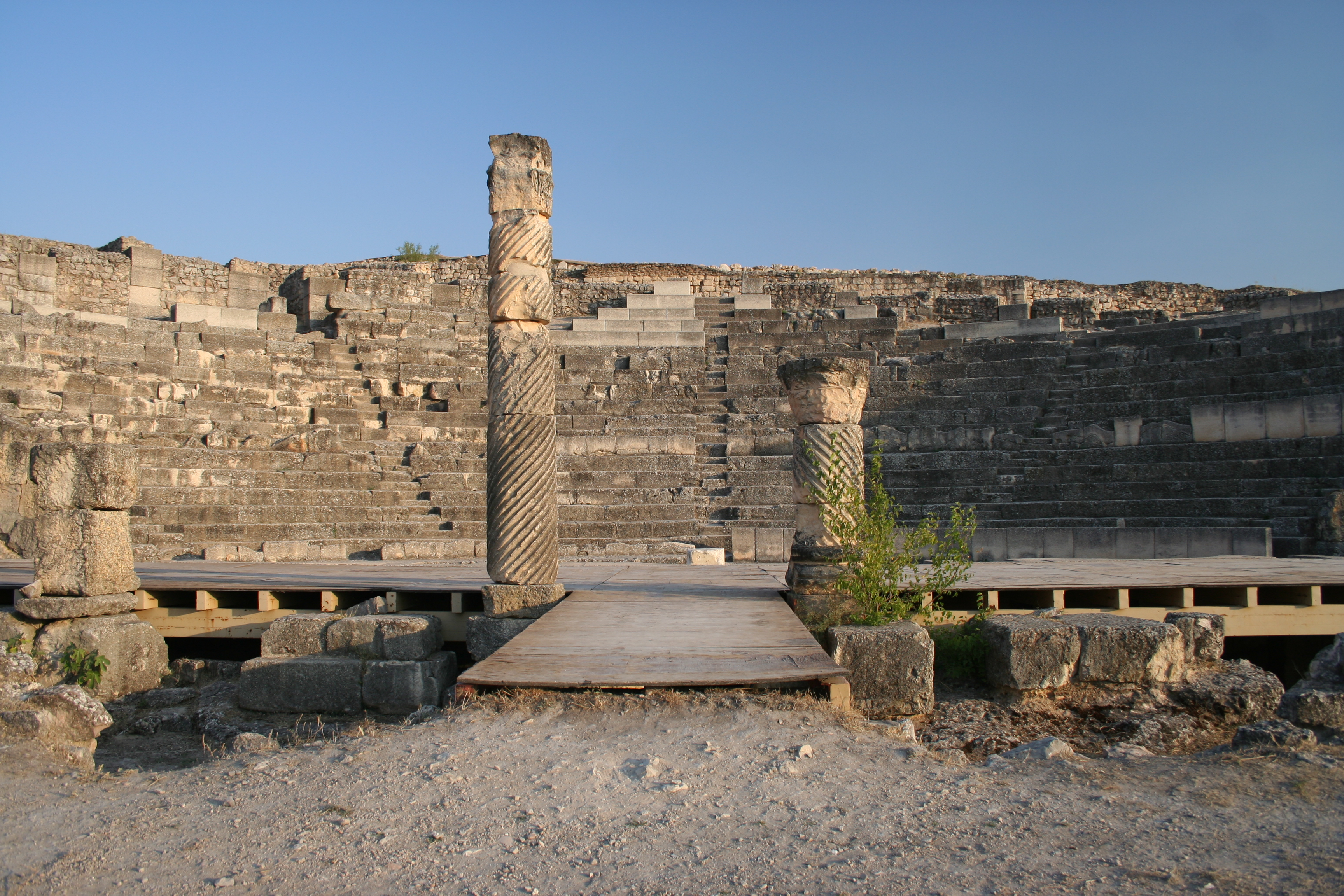
Teatre romà de Segòbriga, on encara es fan representacions teatrals clàssiques.

Després de la conquesta romana a començaments del segle ii aC durant les guerres celtiberes, Segòbriga va esdevenir un oppidum. Després de la guerra de Sertori, entre el 80 i el 72 aC començà a ser el centre de tota aquella part de la meseta amb el control d'un ample territori.

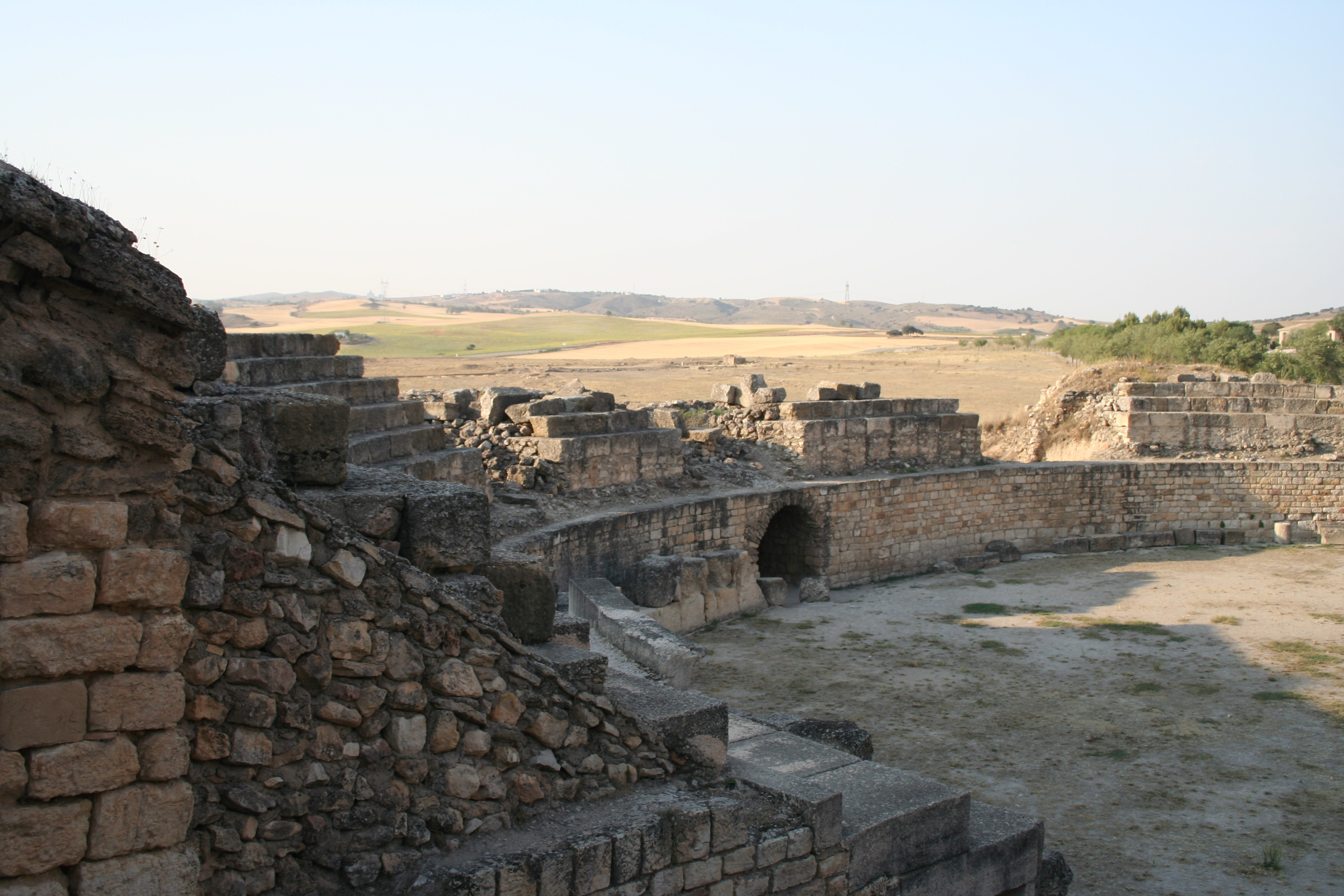
Amfiteatre de Segòbriga.

En temps d'August, al voltant del 12 aC, deixà de ser una ciutat estipendiària que pagava tributs a Roma i va convertir-se en un municipium, una ciutat governada per ciutadans romans, que va fer créixer l'estatus de la ciutat notablement, i la va fer arribar a un creixement econòmic amb un gran programa de construccions monumentals que va finalitzar durant l'època flàvia, cap al 80, i és l'època on es construïren els grans edificis públics d'oci, així com les muralles, que encara avui es poden veure. La ciutat fou un important centre de comunicacions, d'aquesta època també és l'emissió de moneda a la seva seca, i la construcció d'una part de la muralla. En acabar el govern de Vespasià, la ciutat es trobava en el seu punt més alt, amb el teatre i l'amfiteatre ja acabats, i es trobava ja completament integrada socialment i econòmica a l'Imperi Romà.
Les troballes arqueològiques indiquen que el segle iii encara existien a Segòbriga importants elits que vivien a la ciutat, però el segle iv ja es troben abandonats els principals monuments, prova de la inexorable decadència i de la progressiva conversió en un centre rural.
En època visigoda, a partir del segle v, encara devia ser una ciutat important, atès que hi ha restes de diverses basíliques i d'una gran necròpolis, i fins i tot alguns bisbes van venir durant diversos concilis de Toledo, concretament el III Concili de Toledo el 589 i el XVI Concili el 693.
La despoblació definitiva va començar després de la invasió musulmana d'Hispània, quan els bisbes i les elits governants van fugir cap al nord, cercant protecció en els regnes cristians, com també va passar amb la ciutat veïna d'Ercavica. D'aquestes dates són les restes d'una fortificació musulmana que ocupa el capdamunt del turó.
Després de la Reconquesta, la població dels voltants va desplaçar-se a l'actual poble de Saelices, al costat de la font que donava vida a l'aqüeducte que havia abastat l'antiga ciutat de Segòbriga. Amb el nom ja oblidat, el turó que ocupava començà a dir-se Cabeza de Griego, amb una petita població rural depenent de la vila d'Uclés, que va fer servir les runes de l'antiga ciutat per a la construcció del convent i la fortalesa.
D'aleshores ençà l'abandó va anar creixent fins que només n'ha quedat una petita capella construïda sobre les antigues termes.

## Conservació
El parc arqueològic de Segòbriga es troba amenaçat per la construcció d'un parc eòlic promogut per la companyia Energies Eòliques de Conca. El jaciment serà alterat amb la instal·lació de catorze aerogeneradors de 121 metres d'alçada que afecten també el Conjunt Històric d'Uclés a la llista vermella de patrimoni en perill de l'associació per a la defensa del patrimoni Hispania Nostra.